# Justa García Robledo
Justa García Robledo (Lima), fue una poeta peruana del siglo XIX. Su talento en la poesía fue reconocido por diferentes personalidades de la época como Juana Manuela Gorriti, Clorinda Matto de Turner y José Domingo Cortés.
Entre sus poemas más conocidos se encuentran “A la luna”, “A la noche” y “El amor único”.

## Biografía
Justa García, fue hija del coronel don Mariano García Robledo, héroe de la Independencia, y de doña Magdalena Meléndez. En 1857 tomó los hábitos en el Monasterio del Carmen; sin embargo, su precaria salud la hizo retirarse un año después.
Fue colaboradora en múltiples revistas y periódicos de la época. Asistió asiduamente a las tertulias literarias organizadas en Lima por la escritora argentina Juana Manuela Gorriti, entre los años 1876 y 1877.Dichos eventos se llevaban a cabo en la casa n.° 188 de la calle de Urrutia (actualmente Jirón Ocoña), y entre sus asistentes figuraban su hermana Carolina García Robledo, Rosa Ortiz de Zevallos, Manuela Villarán de Plasencia, Cristina Bustamante, Rosa Mercedes Riglos de Orbegoso, Ricardo Palma, Abelardo Gamarra, entre otras personalidades reconocidas del género.

## Obra
Las primeras composiciones de Justa García Robledo se publicaron en El Cosmorama, revista que circuló entre marzo y abril de 1867. Colaboró también en diversas revistas como El Parnaso Peruano, El Comercio, El Nacional y La Sociedad. En esta última, Elvira García y García comenta que Justa fue protagonista de una polémica con Mariano Amézaga, otro columnista del diario. Como parte del movimiento romántico peruano, el nacionalismo era clave en su obra: durante la guerra contra Españay la guerra del Pacífico alzó su voz en protesta y escribió sobre temas patrióticos.

### Poemas
Entre sus poemas más destacados encontramos:
- A la luna
- A la noche
- El amor único
- El desierto de Piura
- Respuesta a Clemente Althaus
- A Manuela Armas de Agüero
- A la Virgen Inmaculada[5]

## Legado y homenajes
Actualmente Justa García Robledo da nombre a una de las calles del distrito de Breña.La Municipalidad de Lima, en el año 2021, incluyó a Justa en una antología titulada Poetas Peruanas del siglo XIX, con el objetivo de fomentar la lectura y el reconocimiento a la labor de las autoras incluidas.